# Zofia Wilimowska
 Zofia Józefa Wilimowska (ur. 1949 r.) – polska ekonomistka specjalizująca się w podejmowaniue decyzji inwestycyjnych i finansowych, zarządzaniu ryzykiem; nauczycielka akademicka związana z Politechniką Wrocławska i Państwową Wyższą Szkołą Zawodową w Nysie oraz rektor tej ostatniej uczelni w latach 2008-2016.

## Życiorys
Urodziła się w 1949 roku. Po ukończeniu szkoły podstawowej i średniej oraz pomyślnie zdanym egzaminie maturalnym podjęła studia na Wydziale Elektroniki Politechniki Wrocławskiej zakończone w 1972 roku zdobyciem tytułu zawodowego magistra inżyniera. Studia doktoranckie rozpoczęła na czwartym roku studiów magisterskich w lutym 1971 roku (studia doktoranckie) w Instytucie Cybernetyki Technicznej na Wydziale Elektroniki swojej macierzystej uczelni w ramach specjalnego programu. W 1976 roku uzyskała stopień naukowy doktora nauk technicznych. Już rok wcześniej została zatrudniona w Instytucie Organizacji i Zarządzania na Wydziale Informatyki i Zarządzania Politechniki Wrocławskiej (od 1976 roku jako adiunkt). W 1998 roku uzyskała w Instytucie Organizacji i Zarządzania w Przemyśle "Orgmasz" w Warszawie stopień naukowy doktora habilitowanego nauk ekonomicznych w zakresie nauk o zarządzaniu na podstawie pracy pt. Metodyka budowy efektywnego portfela projektów inwestycyjnych. W 2000 roku awansowano ją na stanowisko profesora nadzwyczajnego w Politechnice Wrocławskiej. W 2003 roku objęła kierownictwo w Zakładzie Zarządzania Finansami na Wydziale Informatyki i Zarządzania (do 2014 roku). Do 2017 roku pracowała jako profesor nadzwyczajny w Katedrze Systemów Zarządzania na tym samym wydziale.
Poza Politechniką Wrocławską w 2001 roku zaangażowała się w rozwój Państwowej Wyższej Szkoły Zawodowej w Nysie, zostając pierwszym dyrektorem tamtejszego Instytutu Finansów. Funkcję tę pełniła do 2008, kiedy objęła stanowisko rektora nyskiej uczelni, które zajmowała przez dwie kadencje do 2016.
Zainteresowania naukowe, badawcze i dydaktyczne Zofii Wilimowskiej koncentrują się na nowoczesnych metodach zarządzania, szczególnie zarządzania systemami wytwórczymi typu High Technology oraz zarządzaniu finansami – podejmowaniu decyzji inwestycyjnych i finansowych. Jest autorką blisko 200 prac naukowych, w tym, 15 książek. Jak dotychczas wypromowała 14 doktorantów.